# ويكي صحافة
إن ويكي الصحافة شكل من أشكال صحافة المواطن أو التعهيد الجماعي، والتي تستخدم تقنية ويكي لتسهيل التعاون بين المستخدمين. وهي نوع من الصحافة التعاونية. ويُعد أكبر مثال على ويكي الصحافة هو ويكي الأخبار. ووفقًا لـبول برادشو، هناك خمسة أنواع من ويكي الصحافة هي: المشروع الثاني من ويكي الصحافة، وهي «المرحلة الثانية» من الصحافة والتي يمكن للقراء من خلالها تعديل أي مقال منتج داخليًا؛ وويكي الصحافة التعهيد الجماعي، وهي وسيلة لتغطية المواد التي لم يُمكن إنتاجها داخليًا (ربما لأسباب لوجستية) ولكنها أصبحت ممكنة من خلال تقنية ويكي؛ وويكي الصحافة المساعدة، وهي إنشاء ملحق لقطعة من الصحافة الأصلية مثل علامة تبويب لقصة تقول «أنشئ مقالة ويكي لقصص ذات صلة»؛ وويكي الصحافة المفتوحة، والتي يتم فيها إنشاء مقال ويكي كمساحة مفتوحة يقرر موضوعها المستخدم والتي يمكن فيها إنتاج المواد التي لم يتم إنتاجها من قبل بشكل مختلف؛ وأخيرًا ويكي الصحافة اللوجستية، المقتصرة على مشاركة مساهمين داخليين فقط وهو ما يُمكّن من التأليف المتعدد ويمكن أيضًا أن يسهل الشفافية و/أو الطبيعة المستمرة.

## أمثلة
تم إطلاق ويكي الأخبار عام كمحاولة لبناء عملية أخبار كاملة بتقنية ويكي. وبينما كانت ويكي الأخبار - وفي الواقع ويكيبيديا أيضًا - الأكثر نجاحًا، إلا أنها تُشكل الجزء الأكبر من المدخلات - في تغطية أحداث الأخبار الكبرى التي تتضمن أعدادًا كبيرة من الناس، مثل إعصار كاترينا ومذبحة جامعة فرجينيا، حيثما توجد التجربة المباشرة أو توافر الحسابات المباشرة وحيثما تجعل وفرة التحقيقات الصحفية «غرفة المقاصة» المركزية قيمة. ويُعرف ثيل وول وستيوارت ويكي الأخبار وويكيبيديا على أنهما أصبحتا ذات أهمية خاصة خلال الأزمات مثل إعصار كاترينا، الذي «تم تكثيف المناقشات حوله أو الإشارات على التقنية الجديدة في موقع blogspace.»
يلاحظ مايك ياماموتو أنه «في أوقات الطوارئ، يتم الاعتراف بمشروعات ويكي بسرعة على أنها نقاط تجمع هامة ليس فقط لحسابات الأخبار ولكن أيضًا لتبادل الموارد ونشرات السلامة وتقارير الأشخاص المفقودين وغيرها من المعلومات الهامة، بالإضافة إلى وجود مكان للتجمع لمجموعات الدعم الفعلي».
في يونيو 2005، قررت جريدة لوس أنجلوس تايمز خوض تجربة مع «ويكي توريال» (وهو وهو برنامج لكتابة المقالات الافتتاحية يسمح بتعديل النصوص بتقنية ويكيبيديا) في حرب العراق، ونشرت مقالاتها التحريرية على الإنترنت ولكن دعت القراء إلى «إعادة كتابتها» باستخدام تقنية ويكي. وقد حصلت هذه التجربة على تغطية واسعة قبل وبعد إطلاقها في كل من وسائل الإعلام والمدونات. وتم الاعتراف بأنها تجربة فاشلة بشكل عام، من حيث شروط التحرير.
في سبتمبر 2005، استخدمت مجلة إسكواير موقع ويكيبيديا نفسه لكتابة تقرير «بتقنية ويكي» حول الموقع وذلك من قبل إيه جى جاكوبس. ودعت المسودة المستخدمين لمساعدة جاكوبس في تحسين المقال، بهدف طباعة نسخة «قبل» و «بعد» من القطعة الموجودة في المجلة المطبوعة. وقد تضمن المقال بعض الأخطاء المتعمدة وذلك لجعل التجربة «أكثر إثارة».[استشهاد منقوص البيانات] وقد أُجري على المقال 224 تعديل في الـ 24 ساعة الأولى، ثم زادت التعديلات إلى 373 في خلال 48 ساعة، وتخطت الـ 500 قبل أن يتم «إيقاف تعديل» المقال من أجل طباعته.
في عام 2006، قامت مجلة وايرد أيضًا بإجراء تجربة بأحد المقالات حول تقنيات ويكي. وعندما قدم الكاتب ريان سينجل مسودة من 1000 كلمة إلى المحرر، "بدلاً من تخفيض عدد كلمات القصة إلى 800 كلمة سهلة القراءة، نشرناها كما هي على خدمة SocialText-hosted على ويكي في 29 أغسطس، وأعلنا أنها مفتوحة للتعديل من قبل أي شخص يرغب في التسجيل.” وعندما أغلقت التجربة، لاحظ سينجل أن "هناك 348 تعديلاً في القصة الرئيسية و21 عنوانًا رئيسيًا مقترحًا و39 تعديل لصفحات النقاش. وتمت إضافة 30 رابطًا تشعبيًا إلى الـ 20 الموجودين في القصة الأصلية. وواصل حديثه قائلاً «أحد المستخدمين لم يعجبه الاقتباسات التي استخدمتها من وورد كانينغهام، مؤسس برنامج ويكي، لذلك نشرت بدلاً منها جزءًا كبيرًا من ملاحظاتي من مقابلتي التي أجريتها على الموقع، حتى يمكن للناس اختيار أفضل واحدة».” وشعر سينجل أن القصة النهائية كانت «أكثر دقة وأكثر تمثيلاً لكيفية استخدام ويكي» ولكنها ليست قصة أفضل من التي قد تم إنتاجها:

"تفتقر التعديلات التي أُجريت على مدار الأسبوع إلى بعض التدفق القصصي الذي عادة ما تتضمنه أي قطعة أخبار في وايرد. حيث تبدو التعديلات متقطعة قليلاً، وهناك عدد كبير جدًا من الإشارات إلى الشركات والكثير من الشرح غير المثمر عن كيفية عمل برامج ويكي.
«إنني أشعر أنه أشبه بكتاب تمهيدي أكثر من كونه قصة بالنسبة إلي.»

وواصل سينجل حديثه قائلاً «برغم ذلك لم يجعل هذا الأمر من التجربة تجربة فاشلة» وشعر أن القصة «تم استغلالها بشكل واضح في المجتمع الذي يريد عمل قصص إخبارية بشكل أفضل... ونأمل أن نستمر في التجربة لإيجاد طرق لإشراك المجتمع بشكل أكبر.»
وفي أبريل 2010، أجرت صحيفة واهو شراكة مع شركة النشر ويكي سيتي جايدز لزيادة جمهورها والوصول المحلي. ويقول رئيس مؤسسة النشر Wahoo Newspaper (واهو نيوز بيبر)، شون بارينكلو، أنه «بموجب هذه الشراكة، قدمت صحيفة واهو أداة مفيدة للتواصل مع القراء، ولقرائنا الأعزاء للتواصل مع بعضهم البعض لتعزيز كل شيء ستقدمه واهو ولتسليط الضوء عليه». وبالرغم من الحركة القليلة نسبيًا مقارنة بحجمها الكبير، تم الاعتراف بأن ويكي سيتي جايدز أكبر ويكي في العالم largest wiki in the world بها أكثر من 13 مليون صفحة نشطة.

## الأدب في ويكي الصحافة
يضع أندرو ليه ويكي ضمن الفئة الأكبر من الصحافة التشاركية، والتي تشمل أيضًا المدونات ونماذج صحافة المواطن مثل الموقع الإلكتروني أو ماي نيوز ونماذج نشر الند للند مثل موقع سلاش دوت، والذي يقول أنه "يعالج بشكل فريد "فجوة معرفة" تاريخية - وهي الافتقار العام لمصادر المحتوى للفترة بين توقيت نشر الأخبار وكتابة كتب التاريخ
ويقول أن "الصحافة التشاركية أعادت صياغة الصحافة الإلكترونية ليس مثل كتابة التقارير أو النشر ولكن مثل دورة الحياة، حيث يتم وضع البرامج وتمكين المستخدمين وإنشاء المحتوى الصحفي وتتكرر العملية لتحسن من نفسها.”
ويعرف فرانسيسكو ويكي بأنها "خطوة تالية" في الصحافة التشاركية: “ساعدت المدونات الأفراد على النشر والتعبير عن أنفسهم. وسمحت شبكات التواصل الاجتماعي لأولئك المدونين المختلفين بأن يكونوا موجودين ومتصلين ببعضهم البعض. وتُعد ويكي منصات لمساعدة أولئك الذين وجدوا بعضهم البعض وكانوا قادرين على التعاون والبناء معًا."

## المزايا
يمكن أن تكون ويكي بمثابة الحقيقة الجماعية للحدث، حيث تصور المئات من وجهات النظر ودون فرض ضرائب على أي صحفي مع الكشف عن كل ما يمثل الحقيقة الموضوعية في ظرف من الظروف.
تسمح ويكي بعمليات إخبارية للتغطية الفعالة للقضايا بشأن وجود مجموعة من الآراء على نطاق واسع بحيث يكون من الصعب، إن لم يكن مستحيلاً، التلخيص بفعالية في مقال واحد لوحده. ويمكن أن تشمل الأمثلة مشاكل النقل المحلي وتجارب الحدث الكبير مثل مهرجان موسيقي أو مسيرة احتجاجية أو الأدلة للمطاعم أو المحلات التجارية المحلية أو المشورة. يُعد موقع ويكي الرحلات أحد الأمثلة على ذلك، "وهو دليل سياحي للسفر في جميع أنحاء العالم وهو مكتوب بالكامل بواسطة المساهمين الذين إما يعيشون في المكان الذي يغطونه أو قضوا ما يكفي من الوقت هناك حتى يتمكنوا من نشر المعلومات ذات الصلة.”
إن المنظمات المستعدة لفتح منصات ويكي لجمهورها بشكل كامل قد تجد أيضًا طريقة لتحديد مخاوف مجتمعهم: فعلى سبيل المثال، تلاحظ ويكيبيديا أن إيفا دومينغيز«تعكس أي معرفة الأكثر تشاركًا، بالنظر إلى أنه يتم عمل كل من المحتوى والمقترحات للتدوينات بواسطة المستخدمين أنفسهم.»
داخليًا، تسمح أيضًا منصات ويكي بالقيام بعمليات إخبارية لتنسيق وإدارة القصة المعقدة والتي تتضمن عددًا من المراسلين الصحفيين: وهم صحفيون قادرون على التعاون من خلال تحرير صفحة ويب واحدة يمكن للجميع الوصول إليها. وقد تقوم وكالات الأخبار المهتمة بالشفافية بنشر «حياة» منصة ويكي بينما تتطور، في حين أن مساحة المناقشة التي ترافق كل تدوينة تمتلك أيضًا القدرة على خلق حوار مثمر مع المستخدمين.
هناك أيضًا مزايا اقتصادية وتنافسية واضحة للسماح للمستخدمين بإنشاء المقالات. وبنمو النشر المصغر والمنخفض التكلفة والذي يسهله الإنترنت وبرمجيات التدوين بصفة خاصة، والتدوين الذي يدعمهالتقارب في السوق الإخبارية على الإنترنت بواسطة كل من المذيعين والناشرين، تواجه المؤسسات الإخبارية منافسة متزايدة من جميع الأطراف. وفي الوقت نفسه، تقل عائدات الطباعة والبث الإعلاني بينما تكون المنافسة على عائدات الإعلانات على الإنترنت منافسة شرسة ومركزة على عدد قليل من اللاعبين الرئيسيين: ففي الولايات المتحدة، على سبيل المثال، ذهب 99% من الأموال الكلية للدعاية والإعلان عام 2006 إلى أعلى 10 مواقع إلكترونية، وذلك وفقًا لـجيفري رايبورت.
تقدم منصات ويكي وسيلة للمواقع الإخبارية لزيادة انتشارها مع زيادة الوقت الذي يقضيه المستخدمون على مواقعهم على الإنترنت، وهو ما يُعد عاملاً رئيسيًا في جذب المعلنين. ووفقًا لـدان غليمور، «عندما تعمل إحدى منصات [ويكي] جيدًا، فإنها توجِد مجتمعًا - والمجتمع الذي لديه الأدوات المناسبة يمكنه الاعتناء بنفسه». ويُعد إخلاص القارئ من الآثار الجانبية المفيدة في المجتمع لأي مؤسسة إخبارية.
يُلاحظ أندرو ليه أهمية "روح حركة المصدر المفتوح" (من كتابه عام 2004 صفحة 6) في تطوره، والطريقة التي تعمل بها منصات ويكي بشكل أساسي كـ "برمجيات اجتماعية - تعمل على تعزيز التواصل والتعاون مع المستخدمين الآخرين.” وبشكل خاص، يُرجع ليه نجاح نموذج ويكي إلى أربع سمات أساسية هي: التنسيق سهل الاستخدام، والهيكل من خلال الاتفاق وليس التطبيق من قبل البرنامج، والوصول الآمن "السلس" في كل مكان وأخيرًا شفافية ويكي وميزة تحرير التاريخ.
وتوفر منصات ويكي التي يديرها الطلاب فرصًا لدمج التعلم عن طريق العمل في برنامج تعليم الصحافة.

## العيوب
يحدد شين ريتشموند اثنتين من العقبات التي يمكن أن تبطئ من اعتماد منصات ويكي وهما: عدم الدقة والتخريب:

"لا يزال التخريب أكبر عقبة أراها أمام اعتماد وسائل الإعلام الرئيسية لمنصات ويكي، وخاصة في المملكة المتحدة، حيث يمكن أن تؤدي ملاحظة تشهيرية واحدة إلى ناشر المنصة المستخدمة بدلاً من صاحب التشهير.
«وفي الوقت نفسه، تُعد مسألة السلطة أكبر عقبة أمام قبول جمهور الاتجاه العام».

وحدد ليه في كتاباته عام 2004 السلطة باعتبارها مسألة لويكيبيديا: «بالرغم من أن ويكيبيديا سجلت إنجازات مثيرة للإعجاب في ثلاث سنوات، إلا أن مقالاتها تمتلك درجة مختلطة من الجودة لأنها، حسب التصميم، في حالة تغير مستمر ودائمًا قابلة للتعديل. وهذا السبب لوحده يجعل الناس حذرين من محتوى مقالاتها.»
يُعد الأمان مشكلة عامة في تقنية ويكي. تدوينات ويكيبيديا نفسها على ملاحظات ويكي: «تُعد منصات ويكي بطبيعتها معرضة للانقطاع المتعمد المعروف باسم» التصيد«. ولذلك تميل إلى اتخاذ نهج الأمان السلس تجاه مشكلة التخريب؛ مما يجعل من السهل التراجع عن الضرر بدلاً من محاولة منع وقوع الضرر.»
يحدد دان غليمور الأمر بطريقة أخرى: «عندما يعلم المخربين أن هناك من سيقوم بإصلاح الضرر في غضون دقائق وبالتالي يمنع رؤية القراء للضرر، يميل الأشخاص السيئون إلى الاستسلام ومحاولة تخريب أماكن أخرى أكثر ضعفًا وعرضة للتخريب.» (2004، صفحة 149)
وتختلف محاولات معالجة مشكلة الأمان. توضح تدوينات ويكيبيديا نفسها على منصات ويكي مرة أخرى أن:

«على سبيل المثال، تسمح بعض منصات ويكي للمستخدمين غير المسجلين المعروفين باسم» عناوين IP«بتحرير المحتوى، بينما يضع آخرون حدًا لهذه الوظيفة حيث تكون مقتصرة فقط على المستخدمين المسجلين. وما تفعله معظم منصات ويكي هو السماح بتحرير IP، ولكنها تميز المستخدمين المسجلين ببعض الوظائف الإضافية لتقديم المساعدة لهم في التحرير؛ في معظم منصات ويكي، كي تصبح مستخدمًا مسجلاً هو أمر بسيط ويمكن القيام به في ثوان، ولكنه يمنع المستخدم من استخدام وظائف التحرير الجديدة حتى إما مرور بعض الوقت، مثل ويكيبيديا الإنجليزية، حيث يجب على الأعضاء المسجلين الانتظار لمدة ثلاثة أيام بعد إنشاء حساب من أجل الوصول إلى الأداة الجديدة، أو حتى إجراء العديد من التعديلات البناءة من أجل إثبات ثقة المستخدم وفائدته على النظام، مثل ويكيبيديا البرتغالية، حيث يُطلب من المستخدمين ما لا يقل عن 15 تعديلاً بنّاء قبل السماح باستخدام الأدوات المضافة. في الأساس، منصات ويكي» المغلقة«تُعد الأكثر أمنًا وموثوقية ولكنها تنمو ببطء، بينما منصات ويكي الأكثر انفتاحًا تنمو بمعدل ثابت ولكنها تصل إلى كونها هدفًا سهلاً للتخريب.»

يقتبس والش (2007) عن المستشار الإعلامي على الإنترنت نيكو ماكدونالد كلامه عن أهمية طلب الأشخاص أن يعرفوا أنفسهم:

«يكمن الحل في هوية المستخدم داخل المساحة - مثل صورة لشخص بجانب إعلانه واسمه بالكامل وسيرة ذاتية قصيرة له ورابط لمساحته على الإنترنت.»
«يمتلك المجتمع الحقيقي، مثلما يقول حزب العمال الجديد، الحقوق والمسؤوليات. وعليك أن تكون مسؤولاً عن نفسك. وعلى الإنترنت، ليس لديك» حق«إلا حق التعبير عن نفسك. ولا تعد التجمعات على الإنترنت تجمعات بالمعنى الحقيقي - فهي مختلفة قليلاً. فهي تسمح أو تشجع على التغير.»

يجادل والش (2007) أن «حتى لو كنت لا تخطط لتغيير مجتمع، إلا أنها فكرة جيدة أن يكون لك وجود تحريري، لإدخال أسئلة وشكاوى المستخدمين والرد عليها. وبصرف النظر عن منح المستخدمين الإحساس بأنهم مهمون - وأنهم يجب أن يكونوا كذلك - فهذا يعني أيضًا أنه إذا كان يتوجب عليك اتخاذ معايير جذرية واختصار مناقشة أو موضوع (أو حتى إلغائه)، فلن يبدو الأمر مماثلاً بشكل كبير للعمل الرديء جدًا لبعض المدد الغيبي.»
ويشعر ريان سينجل من مجلة وايرد أن هناك حاجة للوجود التحريري، ولكن لأسباب قصصية: «في رواية القصص، لا يزال هناك مكان للوسيط الذي يعرف متى يتم استيعاب تفصيل من أجل القصة وهو متعود على موازنة المطالبات المتنافسة ومصالح الشركات والأشخاص في أي قصة.».”
وتُعد "الحروب التحريرية" مشكلة أخرى في منصات ويكي، حيث يقوم المساهمون باستبدال مساهمات بعضهم البعض بسبب اختلاف وجهات النظر. ولاحظ ليه أن أسوأ الحالات قد تتطلب تدخل أعضاء مجتمع آخر للمساعدة في التوسط والتحكيم".
وتعترف إيفا دومينغيز بإمكانيات منصات ويكي، ولكن أيضًا بالمسؤوليات القانونية التي يجب أن يجيب عليها الناشرون: «الإمكانيات الأكبر للإنترنت لإيجاد صحافة أفضل تنبع من هذا التعاون، حيث يقوم المستخدمون بمشاركة البيانات والمصادر والحقائق وتصحيحها، وهي الأمور التي قد لا يسهل على الصجفي الوصول إليها أو معرفتها. ولكن يجب أن تكون وسائل الإعلام، التي تتحمل المسؤولية النهائية عما يتم نشره، قادرة على التحقق من كل شيء. على سبيل المثال، في حالة إدارج المستخدمين المتعاونين اقتباسات من طرف ثالث، يجب على الصحفي أن يتحقق من أن هذه الاقتباسات صحيحة.»
قد يكون قلة وعي القراء بما هي ويكي واحد من أكبر العيوب: لأن 2% فقط من مستخدمي الإنترنت يعرفون ما هي ويكي، وفقًا لاستطلاع هاريس التفاعلي (فرانسيسكو، 2006).
ويجادل المحرر الصحفي الأمريكي بامبي فرانسيسكو أنها ليست سوى مسألة وقت قبل بدء الناشرين والمنتجين الأكثر مهنية في التجربة باستخدام ويكي «طرق بنمط ويكي في إنشاء المحتوى» بنفس طريقة التعليق على آراء الآخرين في المدونات.
كتب محرر الأخبار على الويب بصحيفة الدايلي تيليغراف، شين ريتشموند: “على غير العادة، قد يكون رجال الأعمال هم من يقدمون منصات ويكي للاتجاه العام. وهذا سيمهد الطريق لإجراء التجارب الإعلامية باستخدام منصات ويكي [و] أعتقد أنه رهان آمن أن تقوم شركة إعلامية بريطانية بتجربة إحدى منصات ويكي قبل نهاية العام.”
وأضاف ريتشموند أن صحيفة الدايلي تيليغراف كانت تخطط لإطلاق منصة ويكي داخلية تمهيدًا لتجربة استخدام الجمهور لها مع هذه التقنية. واستكمل قائلاً "إننا بمجرد أن يكون نشعر بهذه التقنية، فإننا سنقوم بفحص منصة ويكي العامة، ربما قرب نهاية العام.”